# Museu de barcos viquingues de Roskilde
O Museu de barcos viquingues de Roskilde (em dinamarquês: Vikingeskibsmuseet) é um museu situado em Roskilde, na Dinamarca, apresentando barcos da Era Viquingue, encontrados submersos no fiorde de Roskilde.

Os barcos foram afundados propositadamente, por volta do ano 1000, junto a Skudelev, para protegerem a cidade de invasões inimigas por mar. O objectivo foi cumprido, ao ter ficado obstruída a principal zona navegável. Em 1962, foram realizadas escavações que revelaram a existência dos barcos. Foram identificados 5 tipos diferentes, usados para expedições militares e comerciais.
O museu foi construído em 1969, junto ao fiorde, para albergar os 5 barcos encontrados. Actualmente, o museu coloca em destaque o maior dos barcos de guerra encontrados, o Skudelev II, assim denominado em honra ao local onde foi encontrado. Foi construído em Dublim, em 1042.
As instalações do museu foram ampliadas em 1997, dispondo agora de uma ilha e de um porto, onde é possível visitar uma colecção de réplicas de barcos nórdicos e viquingues. É possível observar, também, a construção das réplicas, segundo as técnicas ancestrais de construção.